# ひと (遊助の曲)
「ひと」は、2010年11月10日に上地雄輔が「遊助」名義で発売した6枚目のシングル。
テーマは、「失ったもん以外全部持ってるあなたへ」

## 概要
本作が2010年発売シングルの黄色い動物シリーズの最後となる。遊助は、ブログで黄色い動物を考えていたら「日本人として生まれた自分が黄色い」と思ったと書いている。
「ひと」のミュージック・ビデオは、4枚目のシングル「ライオン」以来となる遊助自身の監督で、上地とドラマや映画で共演したことのある高岡蒼甫、姜暢雄、野波麻帆の3人が出演している。
遊助がこの曲の制作時に、まったく良い曲が浮かばなくて音楽活動を辞めようと思ったとブログで語っている。
カップリングに収録されている「船上の音楽団 遊turing Heartbeat (Live ver.)」は、1枚目のシングル「ひまわり」でコーラスを担当し、遊助と昔から交友のあるHeartbeatとコラボレーションをしている。2010年8月14日に横浜スタジアムで行われたライブ「オイラの村ですケド。」で録音されたものが収録されている。ちなみに、原曲バージョンは2011年2月2日発売のアルバム『あの・・夢もてますケド。』に収録されている。
ボーナストラック盤には、「ひまわり」のアコースティックバージョンが収録されている。

## CDタイプ
- 初回生産限定盤…1785円
  - CD+DVD (9min)
- 通常盤…1223円

## 収録内容

### 通常盤（CDのみ）
1. ひと
作詞：遊助、作曲：遊助/菅谷豊、編曲：CHOKKAKU/菅谷豊
  - マルコメ『らくらく液みそ』CMソング（本人出演）
  - NHK FM『上地雄輔のラジ音!』エンディングテーマ
2. 船上の音楽団 遊turing Heartbeat (Live ver.)
作詞：遊助/HEARTBEAT、作曲：CHOKKAKU/遊助/HEARTBEAT、編曲：CHOKKAKU
3. 手に持つ人
作詞：遊助、作曲：谷口尚久/遊助、編曲：谷口尚久
4. ひまわり (Acoustic ver.)
作詞：遊助、作曲・編曲：N.O.B.B
5. ひと -instrumental-

### 初回生産限定盤（DVD付）
CD
1. ひと
2. 船上の音楽団 遊turing Heartbeat (Live ver.)
3. 手に持つ人
4. ひと -instrumental-

DVD
1. ひと　Music Video